# 海龍科 (爬蟲類)
海龍科（學名：Thalattosauridae），希臘文意思為“海洋蜥蜴”，是群已滅絕雙孔類海生爬行動物，生存於三疊紀北美的太平洋海岸。牠們的大多數化石發現於加州。
典型的海龍類外表類似大型蜥蜴，身長可達2公尺，這群動物半數有長而側向平坦的尾巴。儘管外表類似蜥蜴，海龍類與其他雙孔動物的關係非常不明確，大多數專家暫時將牠們置於主龍類與魚龍類之間。牠們最近的近親是阿氏開普吐龍，牠們也是三疊紀的海生雙孔類動物。
目前本科已有數個屬：體型較大、以貝類為食的海龍属。在1993年，Nicholls與Brinkman命名了滨泳龙属與钩颚龙属，化石都發現於加拿大卑詩省，使海龍科的生存範圍更為擴大。